# Episodi di Monsters & Co. la serie - Lavori in corso!
Gli episodi della serie animata Monsters & Co. la serie - Lavori in corso!, composti da venti episodi, sono stati pubblicati sulla piattaforma Disney+, con rilascio settimanale, dal 7 luglio 2021 in tutti i paesi in cui il servizio è disponibile.
| n°               | Titolo originale                  | Titolo italiano                | Pubblicazione     |                |                |                |                |
| Prima stagione   | Prima stagione                    | Prima stagione                 | Prima stagione    | Prima stagione | Prima stagione | Prima stagione | Prima stagione |
| ---------------- | --------------------------------- | ------------------------------ | ----------------- | -------------- | -------------- | -------------- | -------------- |
| 1                | Welcome to Monsters, Incorporated | Benvenuti alla Monsters & Co.  | 7 luglio 2021     |                |                |                |                |
| 2                | Meet Mift                         | Vieni, ti presento il MIFT     | 7 luglio 2021     |                |                |                |                |
| 3                | The Damaged Room                  | La camera danneggiata          | 14 luglio 2021    |                |                |                |                |
| 4                | The Big Wazowskis                 | I grandi Wazowski              | 21 luglio 2021    |                |                |                |                |
| 5                | The Cover Up                      | L'insabbiamento                | 28 luglio 2021    |                |                |                |                |
| 6                | The Vending Machine               | Il distributore automatico     | 4 agosto 2021     |                |                |                |                |
| 7                | Adorable Returns                  | Il ritorno di Adorabile        | 11 agosto 2021    |                |                |                |                |
| 8                | Little Monsters                   | Piccoli mostri                 | 18 agosto 2021    |                |                |                |                |
| 9                | Bad Hair Day                      | Per un pelo...                 | 25 agosto 2021    |                |                |                |                |
| 10               | It's Laughter They're After       | La risata è la vera trovata    | 1º settembre 2021 |                |                |                |                |
| Seconda stagione |                                   |                                |                   |                |                |                |                |
| 11               | A Monstrous Homecoming            | Un ritorno mostruoso           | 15 maggio 2024    |                |                |                |                |
| 12               | The C.R.E.E.P. Show               | Il C.R.E.E.P. Show             | 15 maggio 2024    |                |                |                |                |
| 13               | Setting the Table                 | Preparare la tavola            | 15 maggio 2024    |                |                |                |                |
| 14               | Opening Doors                     | Aprire le porte                | 15 maggio 2024    |                |                |                |                |
| 15               | It's Coming from Inside the House | Viene dall'interno della casa! | 15 maggio 2024    |                |                |                |                |
| 16               | Field of Screams                  | La partita di softball         | 15 maggio 2024    |                |                |                |                |
| 17               | Monsters in the Dark              | Mostri nell'ombra              | 15 maggio 2024    |                |                |                |                |
| 18               | Lights! Camera! Chaos!            | Luci! Motore! Caos!            | 15 maggio 2024    |                |                |                |                |
| 19               | Descent into Fear                 | Discesa nella paura            | 15 maggio 2024    |                |                |                |                |
| 20               | Powerless                         | Blackout                       | 15 maggio 2024    |                |                |                |                |

## Benvenuti alla Monsters & Co.
- Titolo originale: Welcome to Monsters, Incorporated
- Diretto da: Katilyn Ritter
- Sceneggiatura da: Bobs Gannaway

### Trama
Henry J. Waternoose III accetta Tylor Tuskmon come spaventatore ufficiale alla Monsters & Co. Tuttavia, Tylor arriva alla fabbrica il giorno successivo all'arresto di Waternoose per aver rapito bambini umani da usare come bambole nei test per produrre energia. Il consiglio di amministrazione ha affidato a Sulley e Mike la direzione della fabbrica e ha affidato la vecchia posizione di Roz alla sorella gemella, Roze. Sotto la nuova gestione di Sulley, la compagnia viene rinnovata e gli spaventatori vengono sostituiti con i comici. Tylor viene trasferito alla manutenzione, una posizione che non gli piace, e pur venendo accolto con entusiasmo dal gruppo (il supervisore Fritz, Katherine "Cutter", Val che si dice amica di Tylor, "Banaba Bread" e tranne il vice-supervisore Duncan Anderson), è desideroso di andarsene. Fugge dai suoi nuovi colleghi e arriva nel Piano Risate, dove tenta di far ridere un bambino. A causa della sua mancanza di esperienza, il suo atto fallisce orribilmente e provoca un grave incidente, tanto da essere necessario distruggere la porta della camera del bambino. Tuttavia, Sulley crede in lui e Tylor accetta con riluttanza la sua posizione nella squadra della manutenzione, mentre Mike decide di creare un corso di commedia.

## Vieni, ti presento il MIFT
- Titolo originale: Meet Mift
- Diretto da: Shane Zalvin
- Sceneggiatura da: Bart Jennett

### Trama
La mancanza di ottimismo di Tylor e il test fallito rendono incerto il suo futuro con il MIFT, la compagnia di manutenzione, mentre per contro Duncan Anderson, geloso del posto di Fritz, riversa disprezzo su Tylor, incurante del fatto che il neolaureato non conta di rimanere nel MIFT per sempre. Nel frattempo, Mike sta lottando per tenere il passo con le sue posizioni sia come comico che come insegnante di commedia. La crisi energetica inizia a colpire la Monsters and Co, Mentre Mike sta facendo ridere un bambino, un'interruzione provoca la disattivazione del portale della porta, intrappolando Mike nel mondo umano. Grazie a Tylor nel suo primo compito nella manutenzione, viene salvato. Gli altri membri del MIFT, intanto, scoprono il vero nome di "Banana Bread", Winchester.
Corso di commedia con Mike: l'episodio termina con Mike che canta una canzone sui possibili pericoli della commedia.

## La camera danneggiata
- Titolo originale: The Damaged Room
- Diretto da: Shane Zalvin
- Sceneggiatura da: Bobs Gannaway, Evan Gore e Heather Lombard

### Trama
Il catarro di Bile (per gli amici Muco) danneggia un muro nella camera da letto di una bambina, costringendo il MIFT ad entrare rapidamente e ripararlo. La bambina deve essere portata fuori dalla stanza, quindi Mike decide di prendersene cura e finisce per chiamarla Snore, a causa del suo simpatico russare. Sulley rivela di avere i biglietti per una partita di baseball e Mike porta Snore con loro per vederlo. Val cerca di ricordare a Tylor il loro tempo insieme alla Monsters University, ma Tylor sembra non ricordare nulla. Riescono a riparare il muro, ma accidentalmente rimangono intrappolati e Val dice a Tylor che il suo tempo alla Monsters University è stato speciale per lei perché Tylor era l'unica persona che l'ha notata. Cutter li fa uscire dalla stanza e Mike riporta Snore, cantandole una ninna nanna a letto. Mentre se ne vanno, Tylor apprezza maggiormente Val e rivela che ricorda un momento con lei all'università.
Corso di commedia con Mike: Mike insegna alla sua classe come usare un cuscinetto rumoroso, non sa come funzioni, poi accidentalmente lo mette in funzione, al che un ciorsista accusa Mike di aver "ucciso" il cuscinetto.

## I grandi Wazowski
- Titolo originale: The big Wazowski
- Diretto da: Kaitlyn Rittler
- Sceneggiatura da: Bobs Gannaway

### Trama
Al torneo annuale di bowling della Monster & Co, Mike fa una scommessa contro il suo carismatico cugino e rivale Gary. Cogliendo l'occasione per impressionare Mike, Tylor si offre di riunire il MIFT in una squadra di bowling per competere per conto di Mike. Fritz nomina Tylor il capitano della squadra, ma nessuno di loro, tranne Tylor, sa giocare bene. Gareggiando come "I grandi Wazowski", il MIFT si fa strada a fatica fino alla vetta del torneo a causa di una serie di incidenti. Duncan si incontra segretamente con Tylor per sostituire il MIFT nella partita finale con una squadra più abile, per cui Tylor induce il MIFT a pensare erroneamente che la partita sia stata annullata. Il giorno della partita, la squadra del MIFT affronta Tylor per la sua bugia, e lui spiega che non voleva che i colleghi del MIFT soffrissero il dolore di aver perso contro i giocatori più abili di Gary: la squadra di Duncan abbandona Tylor per il suo egoismo, ma Tylor si assume la responsabilità e guida la squadra del MIFT sfruttando le mancanze di ognuno dei compagni a vantaggio del gioco. Tuttavia, la partita finisce per essere un pareggio, costringendo Mike e Gary a condividere il primo premio di una cena per due da Harryhausen, con grande dispiacere di Mike.
Corso di commedia con Mike: Mike tenta di insegnare alla classe come comportarsi con i disturbatori, solo per essere costantemente molestato da Gary.
Nota: questo episodio è dedicato all'artista della storia, Robert Gibbs (padre di Mary Gibbs, che ha doppiato Boo in Monsters, Inc) morto nel 2020.

## L'insabbiamento
- Titolo originale: The Cover Up
- Diretto da: Shane Zalvin
- Sceneggiatura da: Bobs Gannaway, Ricky Roxburgh

### Trama
Quando Fritz fa una vacanza improvvisata nel mondo umano, fa girare la ruota per decidere chi sarà il supervisore temporaneo in sua assenza. La ruota atterra su Val, ma Duncan gioca sulle simpatie di tutti per incolpare Val nel permettergli di essere un supervisore temporaneo. Duncan non perde tempo ad abusare della posizione con richieste oltraggiose, in particolare verso Tylor. Tuttavia, quando Tylor fa uno scherzo per pareggiare i conti, Duncan si vendica e la coppia causa accidentalmente un blackout in tutta la città. Il MIFT accetta con riluttanza di coprire l'incidente, ma le cose si fanno tese quando arriva un ispettore della Commissione per la regolamentazione dell'energia di Monstropolis e scopre la verità. Quando affronta la squadra, sviene accidentalmente a causa di un contenitore di urla e la squadra lo getta attraverso la porta delle vacanze di Fritz e decide di tacere sull'accaduto. Due settimane dopo, Fritz e l'ispettore ritornano e l'ispettore, dopo essersi goduto la propria vacanza improvvisata, decide di licenziare tutti con un avvertimento. Mike e Sully affrontano la squadra per le loro offese, ma lasciano perdere quando sia Tylor che Duncan si assumono la responsabilità dell'incidente. Sulley comunque fa notare che la porta per le vacanze viola le regole dell'azienda: Mike dice di volerla far distruggere, salvo esser scoperto quando Smitty e Siringa dicono di averla portata nell'ufficio di Mike come lui stesso aveva chiesto. 
Corso di commedia con Mike: Mike cerca di spiegare il concetto di barzelletta ma la classe non riesce a capire e Mike, visibilmente stressato, viene portato via in barella.

## Il distributore automatico
- Titolo originale: The Vending machine
- Diretto da: Kaitlyn Rittler
- Sceneggiatura da: Bobs Gannaway, Michelle Spitz

### Trama
Tylor danneggia accidentalmente Vendy, il distributore automatico del MIFT, il che lo rende ancora più avvilito poiché non ha avuto successo nei lavori di riparazione da quando è entrato nella Monsters & Co. A peggiorare le cose, i profitti e il morale dell'azienda sono bassi e a Fritz viene chiesto di licenziare uno dei membri della squadra a causa dei tagli al budget, in un momento in cui è ancora più stressato in seguito alla perdita di Vendy. Scoperta la situazione, Mike prova a migliorare il morale dell'azienda apportando diversi aggiornamenti stravaganti e costosi alla struttura, a partire da un nuovissimo distributore automatico per il MIFT. Sfortunatamente, una discussione tra Duncan e Tylor porta al danneggiamento della nuova macchina e i tentativi di Duncan di ripararla peggiorano le cose. Quando il nuovo distributore attacca Duncan, Tylor lo rompe per salvarlo. Fritz ha il cuore spezzato e annuncia che, invece di licenziare uno della sua squadra, si ritirerà lui stesso. Fortunatamente, le folli idee di Mike per sollevare il morale hanno funzionato, aumentando la produttività e i profitti dell'azienda, così Fritz decide di rimanere. Il giorno dopo, Tylor sorprende la squadra a riparare Vendy, il distributore automatico originale.
Corso di commedia con Mike: Mike cerca di spiegare il concetto di clown. Sfortunatamente, alcuni mostri si presentano ancora più spaventosi a causa trucco da clown.

## Il ritorno di Adorabile
- Titolo originale: Adorable Returns
- Diretto da: Shane Zelvin
- Sceneggiatura da: Bobs Gannaway, Ethan Sandler

### Trama
Tylor ha la sua prossima occasione per diventare un comico ufficiale, ma deve aiutare a riparare i binari di una porta guasta. Nella fretta, viene accidentalmente catturato dalla macchina e finisce alla porta dell'esilio dove incontra lo Yeti, che ora preferisce essere chiamato Adorabile. Val recupera Tylor, ma accidentalmente portano con sé Adorabile che ricorda il suo passato alla Monsters & Co. Mentre tutti hanno paura di lui, è ovvio che a quanto pare non aveva fatto nulla di male. Val vuole quindi scoprire perché è stato bandito, mentre Tylor spiega ad Adorabile su come vuole disperatamente essere un comico. Dopo averlo costretto a tornare indietro attraverso la porta, Val informa Tylor che Adorabile è stato bandito dopo aver scoperto una lettera di Waternoose riguardo al suo estrattore di urla. Tylor rinuncia alla sua possibilità di essere un comico in modo da poterlo riportare a Monstropolis dove Mike e Sulley annullano il suo esilio e lo rendono il venditore ufficiale delle granite alla Monsters & Co.
Corso di commedia con Mike: Mike cerca di spiegare l'uso del rimshot, ma viene interrotto dalla sua assistente Kaitlyn, che ironicamente si blocca quando Mike viene colpito con un guantone da boxe.

## Piccoli mostri
- Titolo originale: Little Monsters
- Diretto da: Shane Zelvin
- Sceneggiatura da: Bobs Gannaway, Ricky Roxburg

### Trama
Tylor fallisce ripetutamente l'audizione come burlone e la signora Flint, alla fine, gli dice che non è il lavoro adatto per lui. Tuttavia, Tylor vede un'opportunità per riscattarsi durante l'annuale "Giorno dei piccoli mostri", in cui si offre volontario di prendersi cura della figlia della signora Flint, ma non riesce a impressionarla con le sue battute. Si lega brevemente a lei quando il MIFT esegue un audace salvataggio di un piccolo mostro aggrappatosi a una delle porte. Tuttavia, non riesce ancora a farla ridere, portandola ad andare a dire a sua madre la sua su Tylor, il quale ammette che stava solo cercando di impressionarla. Si guadagna il suo rispetto e lei dice al MIFT che le è piaciuta la giornata con loro e che sono gli eroi non celebrati della Monsters & Co., incluso Tylor. Più tardi, dice a sua madre che ha trovato divertente Tylor.
Corso di commedia con Mike: Mike cerca di spiegare il duo comico alla classe, con l'aiuto di Sulley, ma si considera l'uomo più posato del duo mentre in realtà è lo scemo della coppia.

## Per un pelo...
- Titolo originale: Bad Hair Day
- Diretto da: Kaitlyn Ritter
- Sceneggiatura da: Bobs Gannaway, Michelle Sptiz

### Trama
A causa delle sue precedenti audizioni fallite, Tylor crede che non diventerà mai un burlone e decide invece di concentrarsi sull'essere un perfetto membro del MIFT. Gli altri membri del MIFT stanno celebrando l'ex dipendente David che è stato risucchiato in trituratore e ucciso, a parte una ciocca di peli che tengono in un barattolo per onorarlo. Per mettersi alla prova, Tylor si offre di svolgere compiti per gli altri membri del MIFT mentre sono fuori ufficio. Tuttavia, le cose vanno male quando l'animale domestico di Duncan, Roto, mangia i capelli di David. Tylor alla fine va al pozzo del distruggi-documenti per trovare altri capelli di David, ma accende accidentalmente il macchinario. Riesce a fermare il trituratore, ma perde i sensi e sogna di incontrare David. Quando si sveglia, Tylor torna in ufficio e finisce per ammettere l'accaduto. Gli altri lodano Tylor per la sua onestà e gli assicurano che è un buon membro del MIFT, e viene rivelato che, in realtà, tengono un sacco di peli di David, che ne perdeva molti. 
Corso di commedia con Mike: Mike spiega l'improvvisazione e chiede suggerimenti. Tuttavia, riesce solo imitare oggetti rotondi, a causa della sua forma.

## La risata è la vera trovata
- Titolo originale: It's Laughter They're After
- Diretto da: Kaitlyn Ritter
- Sceneggiatura da: Bobs Gannaway, Bart Jennett

### Trama
Roz riferisce a Mike e Sulley vengono che la Monstropolis Energy Regulatory Commission ha scoperto che la Monsters & Co. non sta generando abbastanza energia: a meno che la fabbrica non possa generare un milione di watt in un giorno, la potenza della risata sarà considerata inaffidabile e la fabbrica chiusa, con il fabbisogno di energia trasferito alla Paura&Co. (che ha mantenuto il metodo dello spavento, con grande disgusto di Sulley). Tylor spiega che hanno bisogno di creare contenitori più grandi. Mentre Cutter lavora su un prototipo, Tylor viene convocato nell'ufficio della signora Flint, che gli dice che il suo umorismo deriva dai suoi buffi movimenti o cadute e non dalle battute. Mike poi trasforma Tylor in un burlone in formazione per aiutare la fabbrica a generare abbastanza energia, tuttavia è molto nervoso e si confronta con Sulley, a cui confessa che è più capace come spaventatore e che forse sarebbe meglio tornare a fare quello, soprattutto lui che era il migliore. Sulley gli confessa che cos'ha provato quando ho visto il terrore negli occhi di Boo, di come ciò abbia spaventato anche lui e resta dell'idea che le risate siano la vera energia della società oltre a essere la scelta più giusta. Quando Tylor inizia a lavorare nel piano delle risate, il MIFT arriva per incoraggiarlo. Per la scadenza dell'alimentazione manca tempo, fino a quando Cutter non porta del prototipo di contenitore più grande, che permette di raccoglier gli ultimi watt a pochi secondi dalla fine. Dopo che la Monsters & Co. è stata salvata dalla chiusura le vecchie piccole bombole vengono sostituite con le nuove versioni (mostrando la scena finale del film Monsters & Co.), e Tylor viene trasferito al piano delle risate come burlone, dove Val è la sua assistente personale.